# Săuca
Săuca là một xã thuộc hạt Satu Mare, România. Dân số thời điểm năm 2002 là 1470 người.